# یولیا چرموشانسکایا
یولیا چرموشانسکایا (روسی: Юлия Игоревна Чермошанская؛ زادهٔ ۶ ژانویهٔ ۱۹۸۶) دونده اهل روسیه است.
وی همچنین برندهٔ جوایزی همچون نشان دوستی شده‌است.